# Вечеря за идиоти
„Вечеря за идиоти“ (на английски: Dinner for Schmucks) е американски комедиен филм от 2010 г. на режисьора Джей Роуч. Главните роли се изпълняват от Стийв Карел и Пол Ръд.